# Parco regionale delle Orobie Bergamasche
Il parco regionale delle Orobie Bergamasche è un'area naturale protetta della Lombardia istituita nel 1989.

## Territorio
Con una superficie di circa 68 898 ettari, il parco include la parte nord del versante bergamasco della catena delle Orobie, le cui vette variano tra i 2 000 m e i 3 050 m di altitudine.
Caratterizzato da valli che incidono profondamente il territorio le cui acque alimentano i maggiori fiumi bergamaschi, quest'area protetta viene definita "parco montano forestale".
Il territorio del parco viene suddiviso in due nette aree geografiche: la parte settentrionale e la parte meridionale. La prima, chiamata il "crinale orobico", segna a nord il confine con la Valtellina e il parco delle Orobie Valtellinesi e presenta rocce scure e sedimentarie continentali o cristalline. La vetta più alta è il Pizzo Coca (3 050 m), seguito dal Pizzo Redorta (3 038 m) e dalla Punta di Scais (3 038 m).
La parte meridionale è invece composta da gruppi montuosi isolati, che configurano le prealpi Orobie, formati da rocce chiare, soprattutto dolomitiche e calcaree di estrazione marina. Le vette maggiori sono l'Aralalta, il Cancervo, l'Arera, la Presolana, il Ferrante, l'Alben.
L'ultimo ghiacciaio sopravvissuto sul lato bergamasco delle Orobie è il ghiacciaio del Trobio, che si trova ai piedi della cresta che collega il Monte Gleno al Pizzo dei Tre Confini. Gli altri ghiacciai sopravvissuti finora si trovano sul lato valtellinese delle Orobie, come la vedretta del Marovin e la vedretta di Scais, ma sono anch'essi in rapido scioglimento.

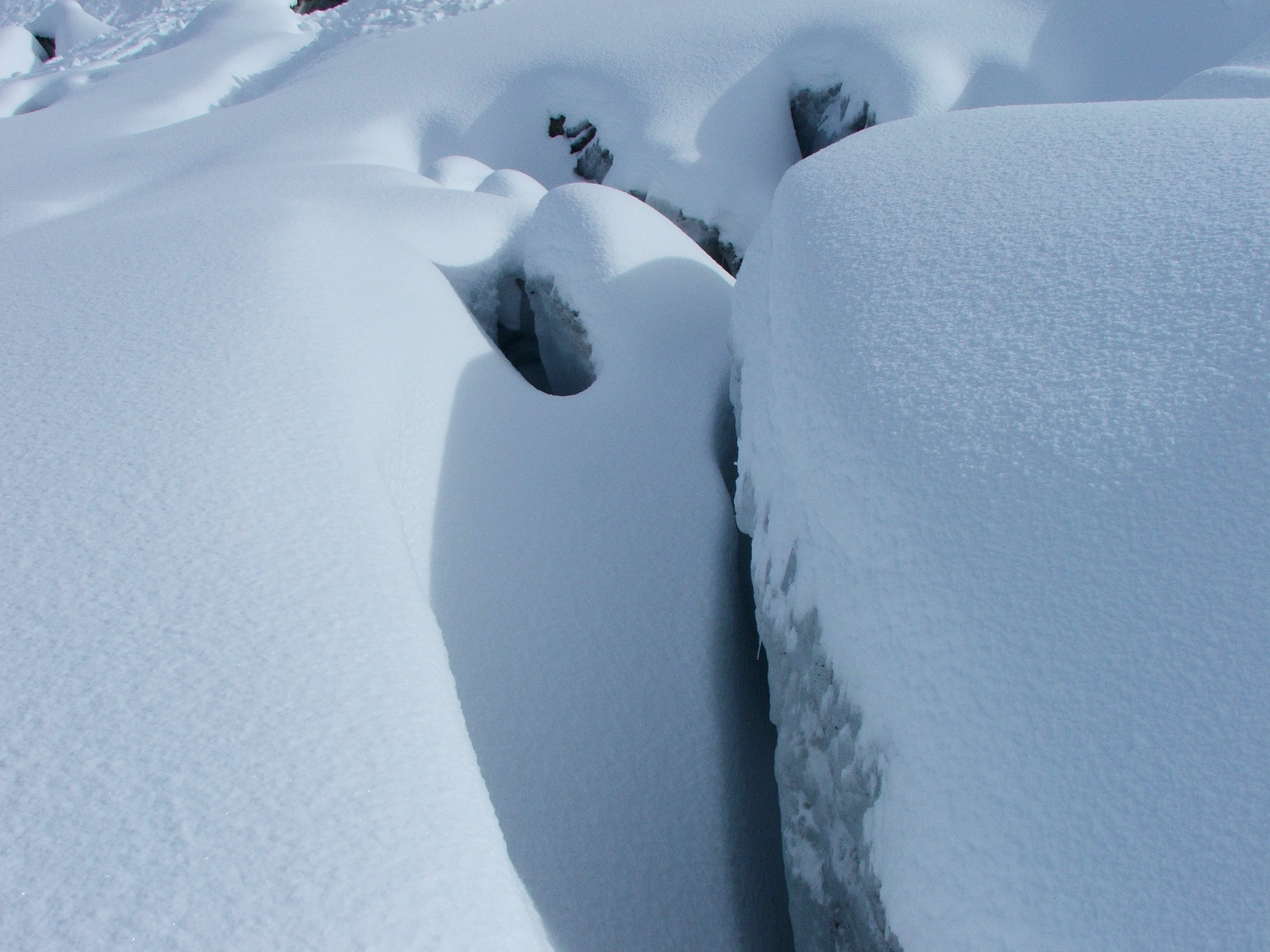
Alcuni seracchi nella parte sommitale del Ghiacciaio del Trobio

Il parco comprende alcuni territori delle comunità montane della Val Seriana, della Val di Scalve e della Val Brembana, più precisamente le zone amministrate dai comuni di Ardesio, Averara, Azzone, Branzi, Camerata Cornello, Carona, Cassiglio, Castione della Presolana, Colere, Cusio, Dossena, Fino del Monte, Foppolo, Gandellino, Gorno, Gromo, Isola di Fondra, Lenna, Mezzoldo, Moio de' Calvi, Olmo al Brembo, Oltre il Colle, Oltressenda Alta, Oneta, Ornica, Parre, Piazza Brembana, Piazzatorre, Piazzolo, Premolo, Roncobello, Rovetta, San Giovanni Bianco, Santa Brigida, Schilpario, Serina, Taleggio, Valbondione, Valgoglio, Valleve, Valnegra, Valtorta, Vedeseta, Villa d'Ogna e Vilminore di Scalve.
Particolarità del parco è la ricchezza d'acqua e di laghi alpini, circa cento, soprattutto a cavallo tra le valli Seriana e Brembana, che già dall'inizio del XX secolo furono sfruttati per la produzione di energia elettrica. Le numerose vallate sono bagnate da torrenti e ruscelli che alimentano i tre fiumi dominanti: il Brembo, il Serio e il Dezzo. Altrettanto numerose, ma anche di grande interesse ambientale, economico e turistico, sono le cascate, tra cui quelle del Serio a Valbondione, le più alte d'Italia e le seconde d'Europa con un salto triplice di 315 m a cui è stata assegnata una leggenda, quelle della Val Sambuzza a Carona e le incantevoli cascate del torrente Vo nella Val di Scalve.
All'interno dell'area del parco sono compresi otto siti di importanza comunitaria (SIC).

## Istituzione dell'ente parco
Le dimensioni del territorio del parco e il notevole numero dei comuni sul territorio ne sono finora stati d'ostacolo allo sviluppo. Parte dei locali vedono l'istituzione dell'ente parco come un impedimento alle attività venatorie e edili tuttora svolte.

## Flora

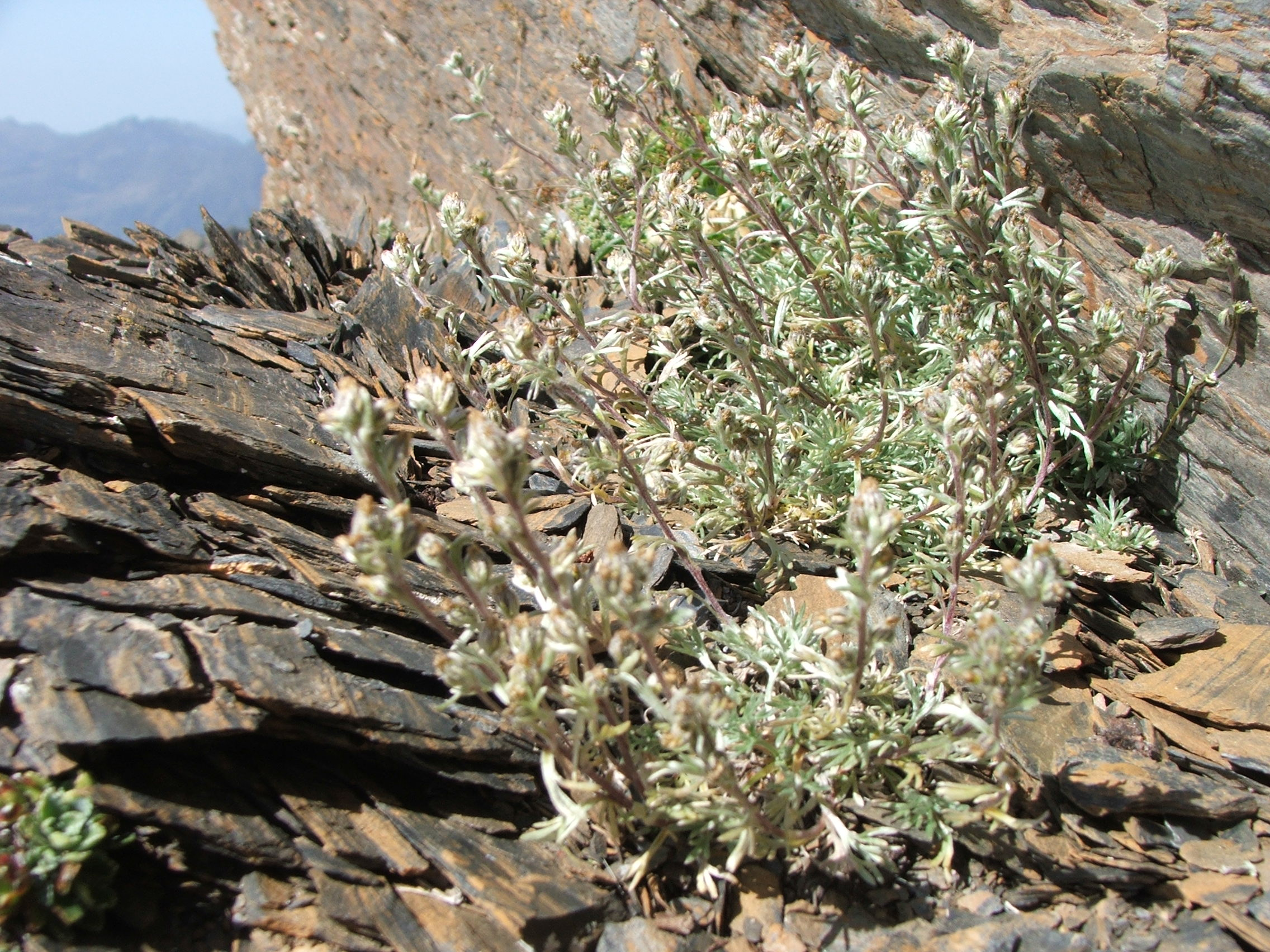
Una piantina di genepì

Il patrimonio boschivo è uno degli elementi di maggiore importanza del parco grazie alla sua vastità e al suo peso naturalistico. In base ai differenti livelli di quota il parco offre una vasta varietà di biomi vegetali:
- alle quote tra 800 e 1 400 m predominano le faggete, in consorzio con carpino nero, frassino, betulla, abete, nocciolo e ontano.
- oltre i 1 300 m sono presenti soprattutto i boschi di conifere, con il peccio, l'abete bianco, il larice, il pino silvestre, il pino cembra e il pino mugo.

Tra gli arbusti e i fiori troviamo cespugli di ginepro, rododendro, lamponi, mirtilli, viole, sassifraghe, campanule, genzianelle, genepì, margherite, ciclamini, gigli martagoni, gigli di San Giovanni, stelle alpine, astri di montagna, nigritelle e molti altri ancora.
Il sentiero dei fiori, ideato e originariamente tracciato dal professor Claudio Brissoni, che va dalle Baite di Mezzeno presso Capovalle di Roncobello all'Alpe Arera, e il sentiero naturalistico Antonio Curò, che dal rifugio Antonio Curò, sopra Valbondione, porta al passo del Vivione, in val di Scalve, offrono la possibilità di esplorare una parte consistente della varietà floreale del parco.

## Fauna

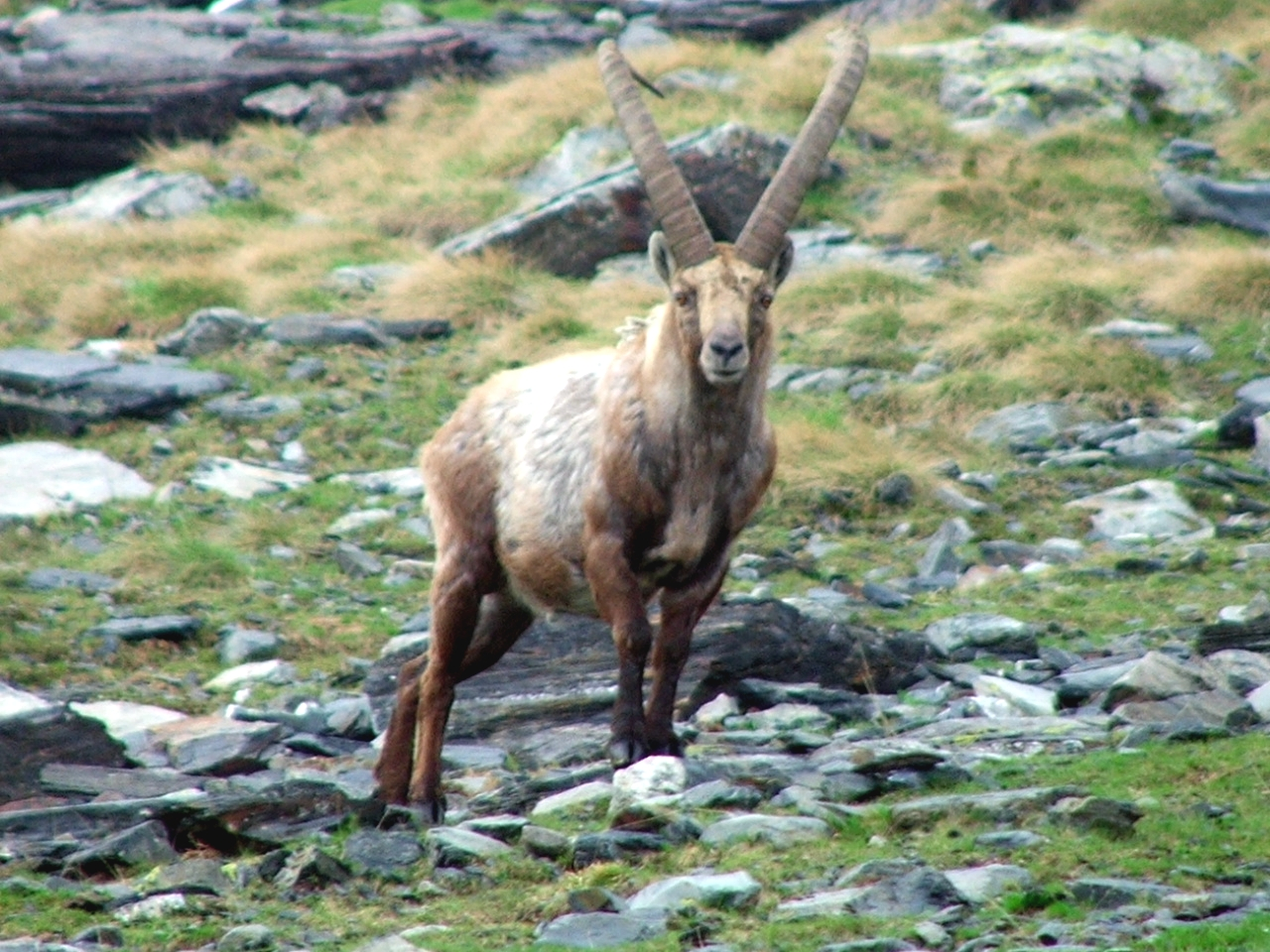
Uno stambecco al Passo di Valsecca

Il parco è abitato da svariate specie animali.
Si possono trovare numerosi mammiferi selvatici, fra cui scoiattoli, volpi, donnole, faine, marmotte, ermellini, lepri bianche, caprioli, camosci, cervi, mufloni e stambecchi, questi ultimi estinti nella prima metà del XX secolo e poi reintrodotti verso la fine degli anni '80.
Fra gli uccelli che abitano il parco vi sono coturnici, aquile reali, falchi, poiane, gheppi, nibbi, corvi, civette, barbagianni, gufi reali, fringuelli delle nevi, francolini di monte, pernici bianche; si possono trovare, inoltre, il gallo forcello e il gallo cedrone.
Tra i rettili si possono trovare vipere, orbettini e bisce d'acqua.
Tra gli anfibi sono presenti la rana, il rospo, la salamandra giallonera e la salamandra nera, e tra i pesci trote, triotti, scardole e salmerini.
Documenti del 1788 affermano che in passato questo parco era abitato da una varietà di specie ormai quasi assenti, come lupi, orsi e gatti selvatici.
Nel mese di giugno del 2017 è stato ripreso con una fototrappola uno sciacallo dorato (Canis aureus) all'interno del Parco delle Orobie Bergamasche, a una quota di poco superiore ai 1 700 metri.

## Galleria d'immagini

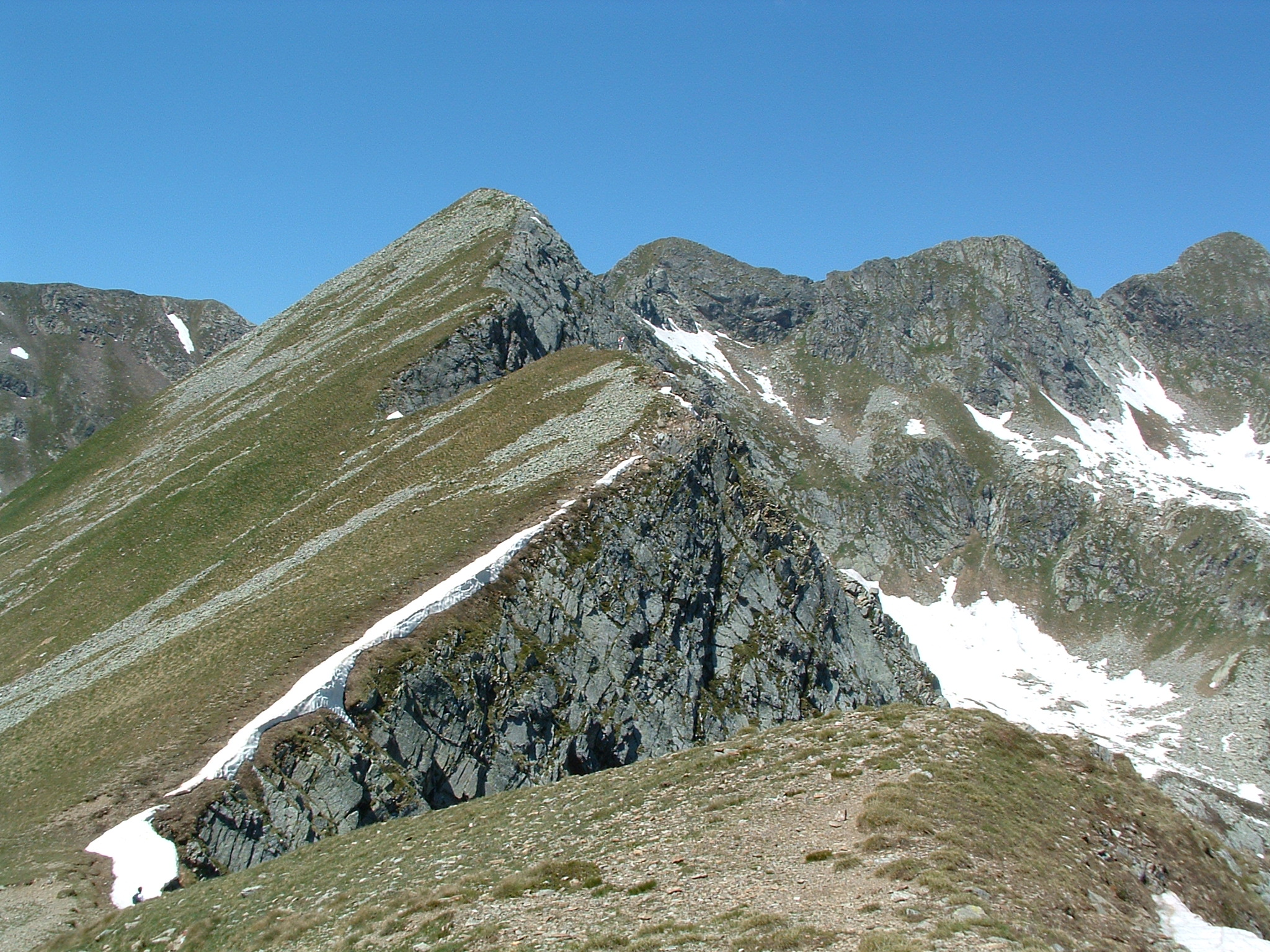
Il Passo del Publino
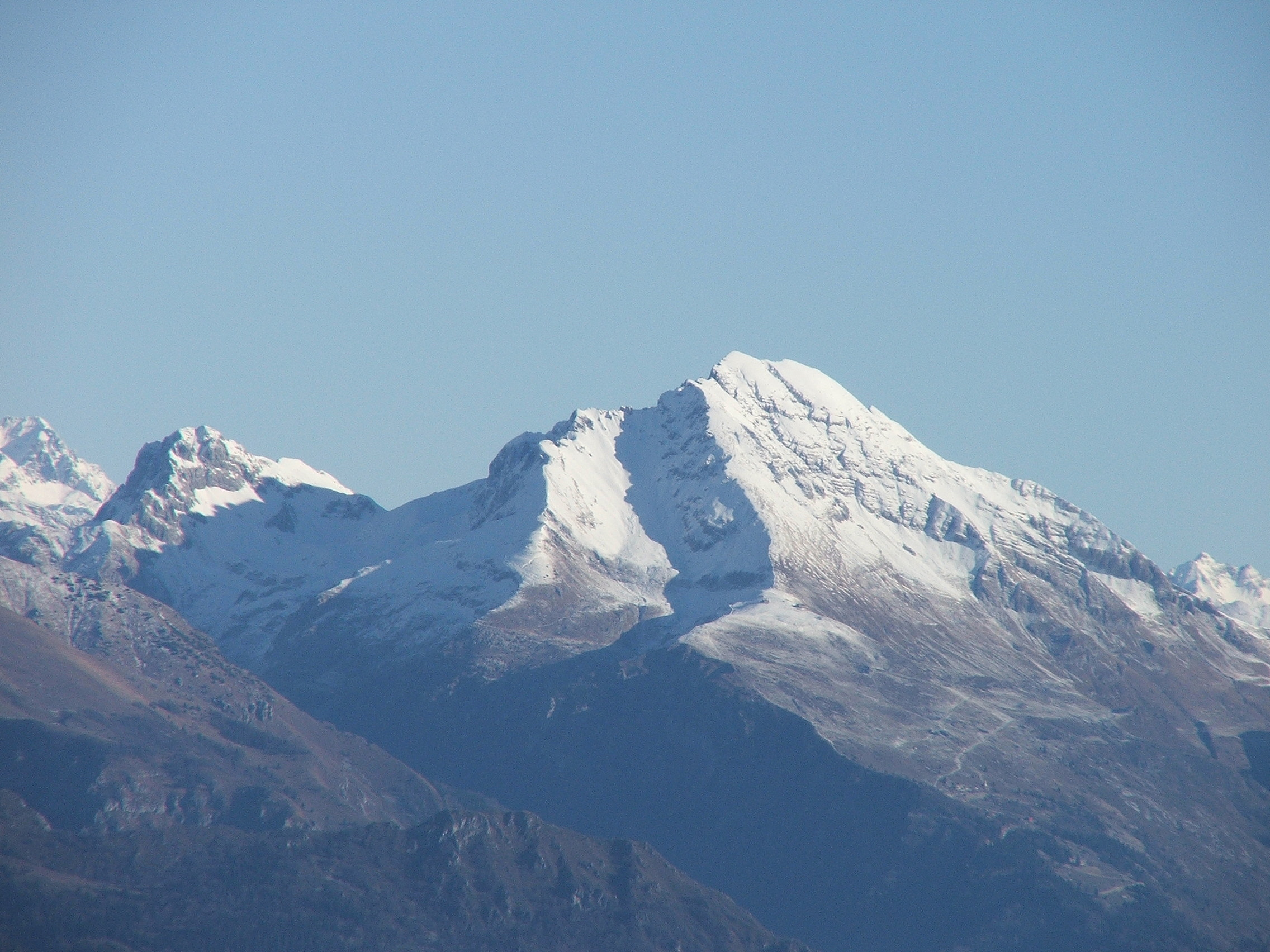
Il pizzo Arera visto da sud
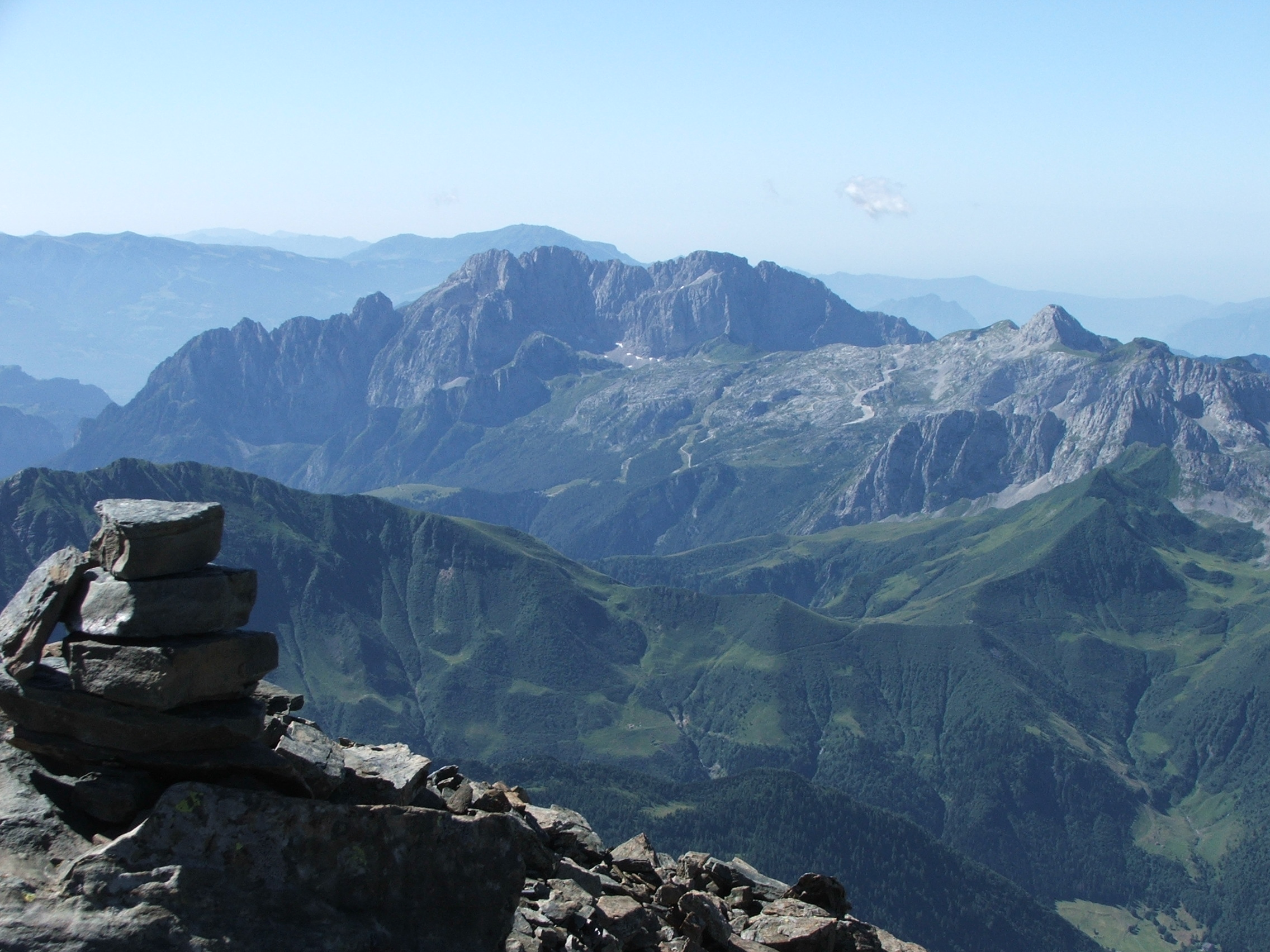
La Presolana vista dal Pizzo Coca
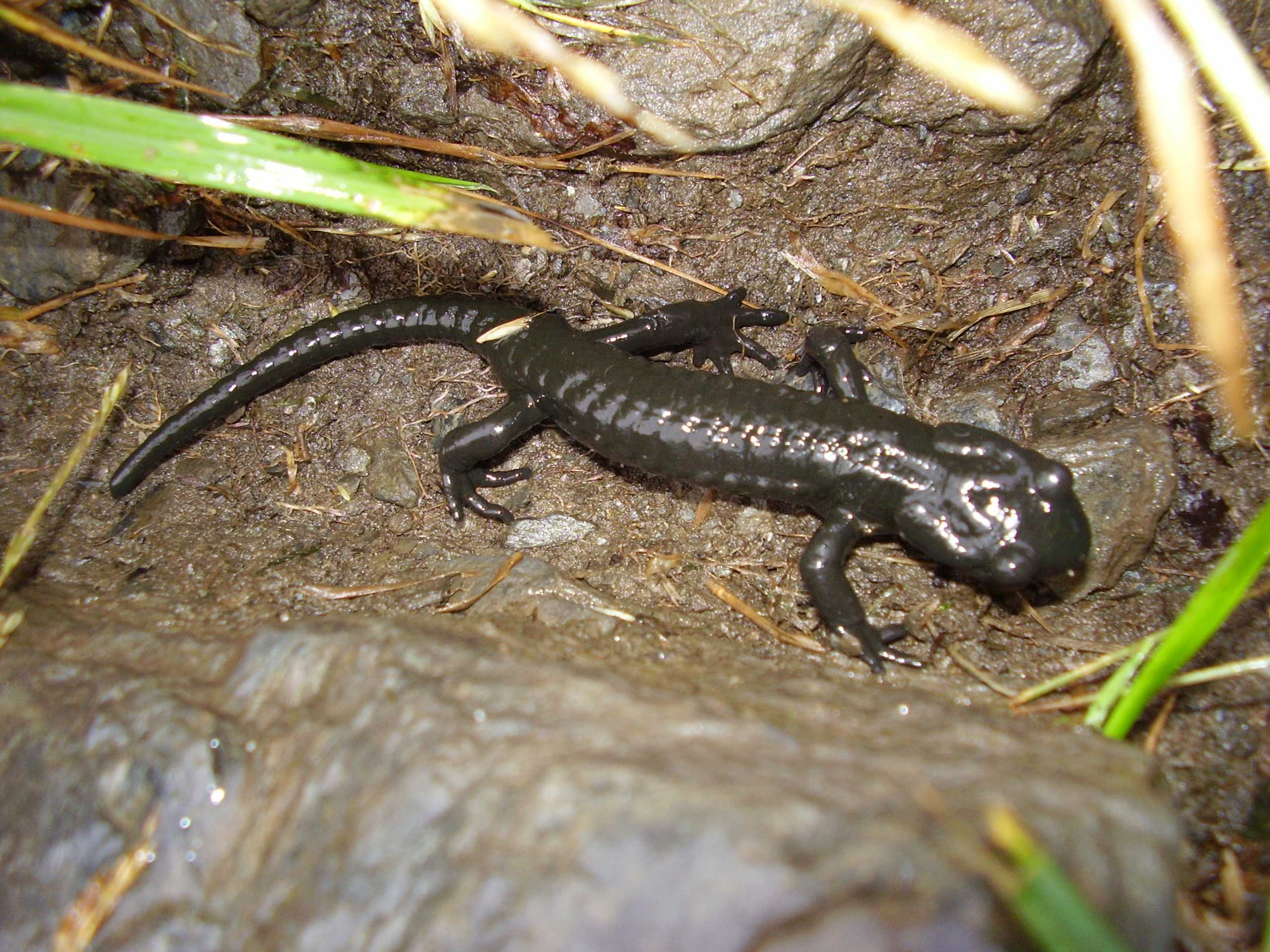
Una salamandra nera a spasso sotto la pioggia attorno al Pizzo Coca
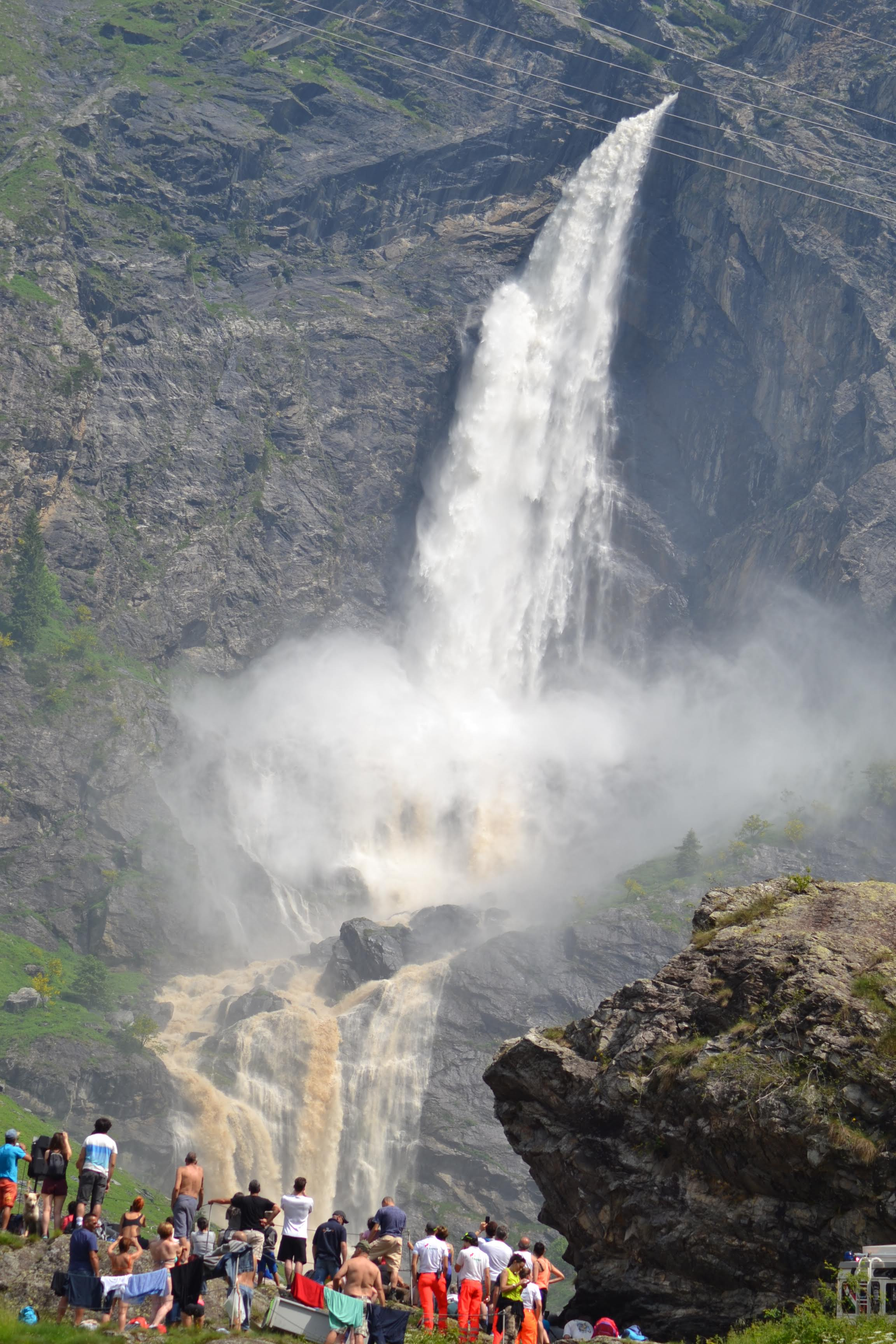
Le cascate del Serio